# 離朱
離朱相傳為黃帝臣子，視力極佳，能在百步之外看見秋毫之末，善於尋找東西。在《山海經》中，離朱為服常樹上的三頭人之名。《孟子》稱其為離婁，並被後人做為第四篇的篇名。《廣韻》又寫做矖瞜。也有說認為離婁為孟子弟子，並非離朱。

## 生平
離朱為黃帝臣子，曾為黃帝尋找遺失的玄珠。《山海經》中提及的離朱為服常樹上的三頭人之名，最初指稱的是古圖上的三頭鳥。
朱與婁同音，因此《孟子》中稱離朱為離婁，並將其與公輸並列。有說認為孟子所言的離婁為戰國時人，並非黃帝時的離朱，且為孟子弟子之一。